# Lambertskreuz
Lambertskreuz ist der Name eines Platzes und eines Wegkreuzes auf einem Bergsattel im Pfälzerwald (Rheinland-Pfalz).

## Geographische Lage
Lambertskreuz liegt auf einer Höhe von 462,2 m in der Waldgemarkung von Bad Dürkheim etwa 4 km nördlich von Lambrecht und 1 km südöstlich des Drachenfels.

## Geschichte

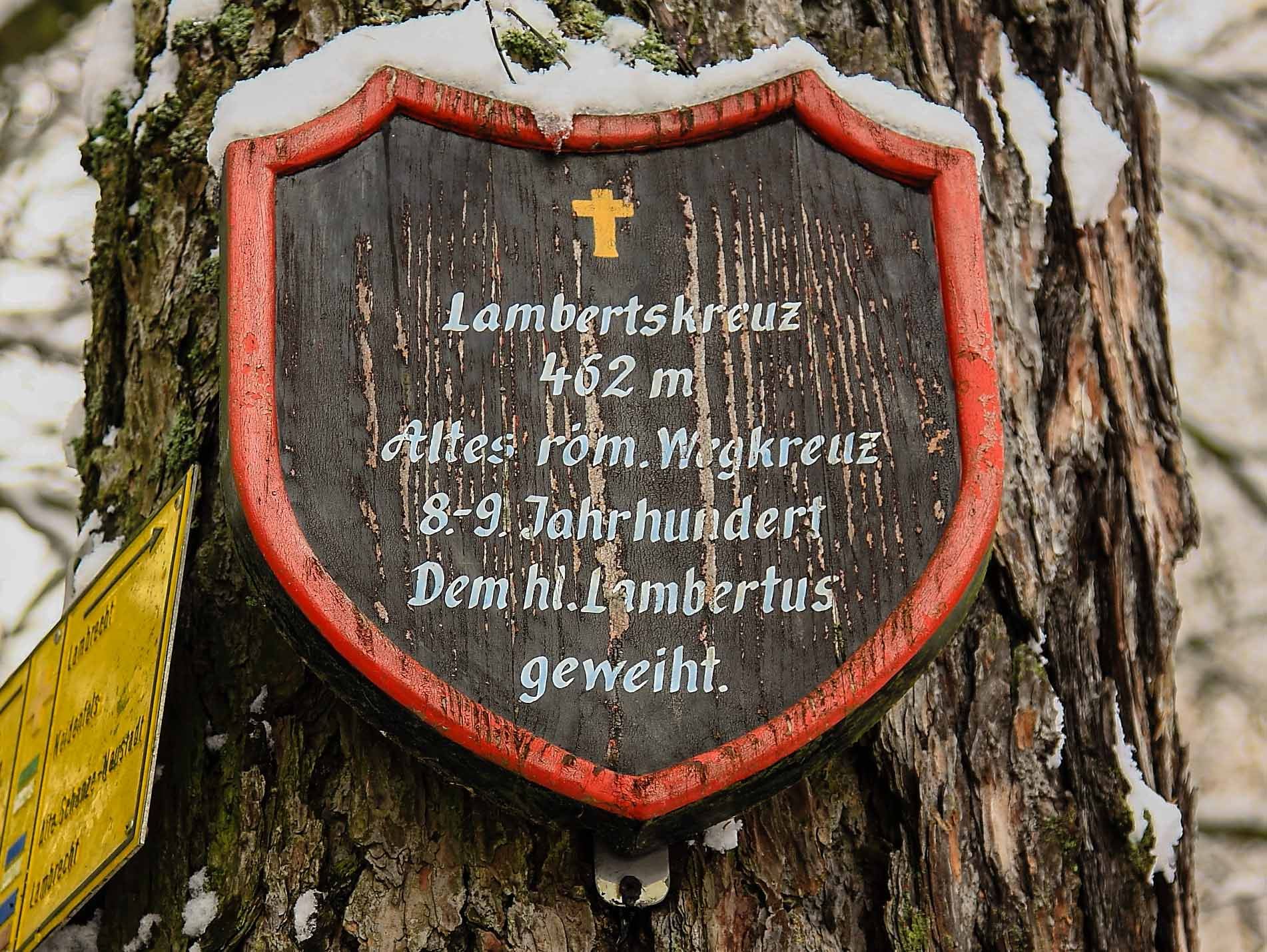
Infotafel

Die alte Wegkreuzung wurde nach einem mittelalterlichen Steinkreuz benannt, das seinen Namen nach dem heiligen Lambertus trägt, ehemals Bischof von Maastricht, der um 705 ermordet wurde. Die erste urkundliche Erwähnung des Kreuzes stammt aus dem Jahr 1280. Damit ist das Lambertskreuz das älteste erhaltene Steinkreuz der Pfalz.
1905 gruben Mitglieder der Ortsgruppe Lambrecht des Pfälzerwald-Vereins (PWV) das zerbrochene Steinkreuz aus, fügten die Teile wieder zusammen und stellten es am alten Platz wieder auf. Anschließend errichtete die PWV-Ortsgruppe am Standort des Kreuzes eine Unterkunftshütte. Die Holzhütte wurde 1907 eingeweiht und ist laut Inschrift am Eingang die älteste Wanderhütte des Vereins. Sie entwickelte sich in den folgenden Jahrzehnten als Waldhaus Lambertskreuz zu einem beliebten Wanderziel und wurde mehrfach aus- und umgebaut. 1975 ließ die Verbandsgemeinde Lambrecht vor Ort einen voluminösen Gedenkstein errichten, der aus mehreren Komponenten aufgemauert wurde.

## Tourismus
Zum Waldhaus Lambertskreuz führt keine öffentlich befahrbare Straße, es ist aber über zahlreiche Wanderwege wie den mit einem gelben Kreuz markierten Fernwanderweg Saar-Rhein-Main erreichbar. Die Hütte ist auch eine Station des Pfälzer Hüttensteigs. Eine bequeme Wanderstrecke beginnt beim Kurpfalz-Park am Forsthaus Rotsteig und ist etwa 5 km lang.